# 国立能楽堂
国立能楽堂（こくりつのうがくどう、英語：National Noh Theatre）は、東京都渋谷区千駄ヶ谷にある能楽専門の公演場。独立行政法人日本芸術文化振興会国立能楽堂部が運営する。能や狂言の主催公演と能楽の公演のための劇場の貸付を行っている。

## 歴史
国立劇場の計画には能楽堂も含まれていたものの、舞台形式が特殊であるため独自の施設が必要で国立劇場内には設置できなかった。しかし、能楽関係者や有識者の強い要望で1974年（昭和49年）に芸術文化専門調査会に能楽部門を置いて調査した結果、国立の能楽堂を設置することが肝要とされた。
1976年（昭和51年）に国立能楽堂設立準備調査会が発足。用地は千駄ヶ谷の東京通産局跡地に決まり、1978年（昭和53年）に基本計画、その翌年度から実施計画がすすめられた。そして1983年（昭和58年）9月に開場した。

## 建物
1983年8月竣工。設計は大江宏。1階に能舞台（627席）、2階に研修能舞台がある。

## 所在地
- 東京都渋谷区千駄ヶ谷四丁目18番1号